# Луйка (комуна)
Луйка (рум. Luica) — комуна у повіті Келераш в Румунії. До складу комуни входять такі села (дані про населення за 2002 рік):
- Валя-Стиній (680 осіб)
- Луйка (1621 особа)

Комуна розташована на відстані 45 км на південний схід від Бухареста, 59 км на захід від Келераші.

## Населення
За даними перепису населення 2002 року у комуні проживала 2301 особа. За віросповіданням усі жителі комуни — православні.
Національний склад населення комуни:
| Національність   | Кількість осіб | Відсоток |
| ---------------- | -------------- | -------- |
| румуни           | 2217           | 96,3%    |
| цигани           | 81             | 3,5%     |
| росіяни-липовани | 2              | 0,1%     |
| українці         | 1              | < 0,1%   |

Рідною мовою назвали:
| Мова       | Кількість осіб | Відсоток |
| ---------- | -------------- | -------- |
| румунська  | 2298           | 99,9%    |
| російська  | 2              | 0,1%     |
| українська | 1              | < 0,1%   |